# Région économique de Gazakh-Tovuz
La région économique de Gazakh-Tovuz 'en azéri : Qazax-Tovuz iqtisadi rayonu) est l'une des quatorze régions économiques de l'Azerbaïdjan. Elle comprend les raïons d'Aghstafa, Chamkir, Gadabay, Gazakh et Tovuz.

## Histoire
La région économique a été créée par le décret du président de l'Azerbaïdjan du 7 juillet 2021 « sur la nouvelle division des régions économiques de la république d'Azerbaïdjan ».

## Géographie
Elle s'étend à l'extrémité nord-ouest du pays et est frontalière de l'Arménie et de la Géorgie. La superficie totale de la région économique est de 7 000 km2, soit 8,1 % du territoire national. Le nombre d'habitants s'élève à 682 790, soit 6,7 % de la population du pays.

## Économie
Les principales industries sont l'industrie pétrolière, l'industrie textile, les technologies de l'information et le commerce international. La région possède également des cultures de céréales, légumes, pommes de terre et fruits, ainsi qu'une production de vins. Les fermes d'élevage contribuent également à l'économie à Gazakh, Gadabay et Tovuz.